# Eretici (saggio)
(G. K. Chesterton, Eretici, IV. Il signor Bernard Shaw)
Eretici (in inglese Heretics) è una raccolta di saggi di G. K. Chesterton, pubblicata per la prima volta nel 1905. In essi l'autore prende di mira eminenti personaggi della scena artistica e sociale del suo tempo, confutando le loro teorie con arguzia, basandosi sui punti di vista della tradizione e del senso comune.
L'opera suscitò le ire dei critici, in quanto condannava i sistemi filosofici coevi, senza tuttavia proporre una chiara alternativa. Questo fu lo spunto che spinse Chesterton a scrivere, qualche anno dopo, Ortodossia, considerato il suo capolavoro.

## Edizioni
- G. K. Chesterton, Eretici, traduzione di Cristina Cavalli, Torino, Lindau, 2011, ISBN 978-88-7180-872-7.